# Куба на летних Олимпийских играх 2004
Куба на летних Олимпийских играх 2004 года завоевала 9 золотых, 7 серебряных и 11 бронзовых медалей. В общекомандном зачёте Куба заняла 11 место. Знаменосцем был Иван Педросо.

## Медалисты
| Медаль  | Спортсмен | Вид спорта                  | Дисциплина                              |
| ------- | --- | --------------------------- | --------------------------------------- |
| Золото  | Юмилейди Кумба | Лёгкая атлетика             | Женщины, толкание ядра                  |
| Золото  | Ослейдис Менендес | Лёгкая атлетика             | Женщины, метание копья                  |
| Золото  | Сборная | Бейсбол                     | Мужчины                                 |
| Золото  | Ян Бартелеми | Бокс                        | Мужчины, до 48 кг                       |
| Золото  | Юриоркис Гамбоа | Бокс                        | Мужчины, до 51 кг                       |
| Золото  | Гильермо Ригондо | Бокс                        | Мужчины, до 54 кг                       |
| Золото  | Марио Кинделан | Бокс                        | Мужчины, до 60 кг                       |
| Золото  | Одланьер Солис | Бокс                        | Мужчины, до 91 кг                       |
| Золото  | Яндро Кинтана | Борьба                      | Мужчины, вольная борьба, до 60 кг       |
| Серебро | Ипси Морено | Лёгкая атлетика             | Женщины, метание молота                 |
| Серебро | Юдель Джонсон | Бокс                        | Мужчины, до 63,5 кг                     |
| Серебро | Лоренсо Арагон | Бокс                        | Мужчины, до 67 кг                       |
| Серебро | Ибраим Рохас Ледис Бальсейро | Гребля на байдарках и каноэ | Мужчины, каноэ-двойка, 500 м            |
| Серебро | Дайма Бельтран | Дзюдо                       | Женщины, свыше 78 кг                    |
| Серебро | Янелис Лабрада | Тхэквондо                   | Женщины, до 49 кг                       |
| Серебро | Роберто Монсон | Борьба                      | Мужчины, греко-римская борьба, до 60 кг |
| Бронза  | Аньер Гарсиа | Лёгкая атлетика             | Мужчины, 110 м с барьерами              |
| Бронза  | Юнайка Кроуфорд | Лёгкая атлетика             | Женщины, метание молота                 |
| Бронза  | Микель Лопес Нуньес | Бокс                        | Мужчины, свыше 91 кг                    |
| Бронза  | Йорданис Аренсибиа | Дзюдо                       | Мужчины, до 66 кг                       |
| Бронза  | Амарилис Савон | Дзюдо                       | Женщины, до 52 кг                       |
| Бронза  | Юрислейди Лупетей | Дзюдо                       | Женщины, до 57 кг                       |
| Бронза  | Дриулис Гонсалес | Дзюдо                       | Женщины, до 63 кг                       |
| Бронза  | Юрисель Лаборде | Дзюдо                       | Женщины, до 78 кг                       |
| Бронза  | Хуан Мигель Родригес | Стрельба                    | Мужчины, скит                           |
| Бронза  | Яндро Кинтана | Борьба                      | Мужчины, вольная борьба, до 74 кг       |
| Бронза  | Зойла Баррос Росир Кальдерон Нэнси Каррильо Майбелис Мартинес Лиана Меса Анньяра Муньос Яйма Ортис Дайми Рамирес Юмилка Руис Марта Санчес Ма Тельес Ана Фернандес | Волейбол                    | Женщины                                 |

## Результаты соревнований

### Академическая гребля
В следующий раунд из каждого заезда проходили несколько лучших экипажей (в зависимости от дисциплины). В финал A выходили 6 сильнейших экипажей, остальные разыгрывали места в утешительных финалах B-E.
Мужчины
| Соревнование  | Спортсмены                        | Предварительный заезд | Предварительный заезд | Предварительный заезд | Отборочный заезд | Отборочный заезд | Отборочный заезд | Полуфинал       | Полуфинал       | Полуфинал       | Финал   | Финал   | Итоговое место |
| Соревнование  | Спортсмены                        | Заезд                 | Время                 | Место                 | Заезд            | Время            | Место            | Заезд           | Время           | Место           | Время   | Место   | Итоговое место |
| ------------- | --------------------------------- | --------------------- | --------------------- | --------------------- | ---------------- | ---------------- | ---------------- | --------------- | --------------- | --------------- | ------- | ------- | -------------- |
| одиночки      | Юлейдис Каскарет                  | 5                     | 7:19,45               | 2                     | 2                | 6:58,44          | 1 Q              | Полуфинал A/B/C | Полуфинал A/B/C | Полуфинал A/B/C | Финал B | Финал B | 12             |
| одиночки      | Юлейдис Каскарет                  | 5                     | 7:19,45               | 2                     | 2                | 6:58,44          | 1 Q              | 3               | 6:58,35         | 4               | 6:58,61 | 6       | 12             |
| двойки парные | Йосбель Мартинес Йоэннис Эрнандес | 1                     | 7:02,95               | 5                     | 1                | 6:16,38          | 2 Q              | 2               | 6:24,54         | 6 QB            | Финал B | Финал B | 10             |
| двойки парные | Йосбель Мартинес Йоэннис Эрнандес | 1                     | 7:02,95               | 5                     | 1                | 6:16,38          | 2 Q              | 2               | 6:24,54         | 6 QB            | 6:15,37 | 3       | 10             |